# Josefína Brunsviková z Korompy
Hraběnka Josefína Brunsviková (též Brunswicková) z Korompy, provdaná Deymová ze Stříteže (maďarsky Brunszvik de Korompa Jozefina grófnő, německy Gräfin Josephine Brunszvik, 28. března 1779, Bratislava – 31. března 1821, Vídeň) byla uherská šlechtična a vynikající klavíristka.
Byla pravděpodobně nejdůležitější ženou v životě Ludwiga van Beethovena. Jejich vztah je zdokumentován v jejich vzájemné milostné korespondenci, a v nichž ji nazval svou „jedinou milovanou“, jíž byl „navěky oddán“ a „navždy věrný“. Někteří muzikologové ji považují za nejpravděpodobnější adresátku jeho tajemného „Dopisu nehynoucí lásce“. 

## Život
Josefína se narodila v roce 1779 v Prešpurku jako dcera hraběte Antonína Brunsvicka a jeho manželky baronky Anny von Seeberg. Měla několik sourozenců starší sestru Terezii (1775-1861) a bratra Františka (1777-1849) a mladší Šarlotu (1782-1843).
V roce 1792 jejich otec zemřel a zanechal manželku se čtyřmi malými dětmi. Rodina Brunsvicků žila v zámku v Martonvásáru poblíž Budapešti a na zámku Korompa v Dolné Krupé na Slovensku. Dětem se dostalo vynikajícího vzdělání od soukromých učitelů včetně výuky jazyků, klasické literatury a hudby. U všech čtyři dětí se navíc projevil velký hudební talent. František se stal známým violoncellistou a dívky se proslavily jako klavíristky, zejména pak Josefína.

### První manželství
V květnu 1799 odjela Josefína s matkou a sestrou Terezií do Vídně, aby požádala Beethovena o hodiny klavíru. Skladatel později v dopise března/dubna 1805 přiznal, že u tehdy musel potlačit svou silnou náklonnost k Josefíně. Také ona k němu cítila „silný cit“, jak píše Beethovenovi v dopise v zimě 1806/1807.
Ze společenských důvodů se však Josefína provdala za mnohem staršího hraběte Jana Josefa Deyma ze Stříteže (1752-1804). Po počátečních potížích si Deymovi vytvořili poměrně šťastný vztah. Beethoven, který byl nadále Josefíniným učitelem klavíru, byl u Deymových častým hostem. Josefína měla v rychlém sledu tři děti a byla těhotná se svým čtvrtým, když hrabě Deym v lednu 1804 náhle zemřel na zápal plic. Syn Bedřich Josef se později stal výraznou osobností české společnosti první poloviny 19. století, a dokonce zřejmě nejvýznamnějším členem rodu Deymů.

### Vdovství
Beethoven se vídal s mladou vdovou - až příliš často - jak poznamenává sestra Šarlota v dopise Terezii 19. prosince 1804. Skladatel Josefíně psal stále vášnivější milostné dopisy, na něž mu odpovídala ve stejném duchu. Žádný z jejích dopisů se nedochoval, je ale zřejmé, že chtěla vztah udržet v tajnosti. V březnu/dubnu 1805 Beethovenův patron, kníže Karel Alois Lichnovský z Voštic, objevil ve skladatelově stole autograf písně „An die Hoffnung“ (Op. 32, česky Naděje) s věnováním Josefíně. Kromě toho zkomponoval intenzivně lyrický klavírní kus Andante favori WoO 57, hudební vyznání lásky Josefíně. Někteří badatelé se domnívají, že byla původně koncipována jako střední věta bouřlivé Valdštejnské sonáty op. 53, nakonec vyřazená kvůli své délce.
15 z dopisů skladatele Josefíně se dochovalo, ale byly publikovány až před rokem 1957.
Jak píše Terezie ve svém dopise Šarlotě ze dne 20. ledna 1805, zesílila rodina Brunsviků tlak na ukončení jejich vztahu. V zimě 1806/1807 Josefína napsala Ludwigovi v dopise, že nemůže uvažovat o možnosti provdat se za něj, neboť by tak přišla o poručnictví svých dětí. Ke konci roku 1807 Josefína podlehla tlaku své rodiny a začala se od Beethovena distancovat, což bylo později nesprávně interpretováno jako „ochladnutí“ jejich lásky.

### Druhé manželství
V roce 1808 se Josefína vydala do Yverdon-les-Bains ve Švýcarsku, kde se na radu pedagoga Johanna Heinricha Pestalozziho Josefína rozhodla najmout učitele pro své děti. Tím byl estonský baron Christoph von Stackelberg (1777-1841). Během cesty v zimě 1808/1809 přes Alpy Josefína několikrát vážně onemocněla a byla příliš slabá, aby odolávala milostným útokům Stackelberga, takže když se v létě 1809 vrátila do Uher, byla Josefína těhotná.
Jejich vztah byl velmi špatný a skončil udáními na policii a soudními spory.

### Závěr života
Josefína se i nadále setkávala s Beethovenem, ale její stav se horšil. Zemřela ve Vídni v bídě a opuštěná 31. března 1821 ve věku 42 let. Během toho roku Beethoven složil své poslední klavírní sonátu č. º 31 op. 110 a sonátu 32 op. 111. Ty jsou muzikology popisovány jako „rekviem“ za Josefínu s rozeznatelnými reminiscencemi na „Josefínino téma“, Andante favori, s opakováním slabik Jo-se-phi-ne.